# Alessio De Filippis
Alessio De Filippis (Roma, 28 gennaio 1982) è un doppiatore italiano.

## Biografia
Alessio è fratello maggiore del doppiatore Stefano De Filippis.
Ha contribuito a molti doppiaggi italiani di film, tra cui: Terra di confine - Open Range, Lizzie McGuire - Da liceale a popstar, film tratto dall'omonima serie Disney Step Up e serie TV come Lizzie McGuire e molte altre.
Nel 2003 ha vinto il premio Voce dell'anno maschile - Cartoni e radio, attribuitogli dal pubblico al Gran Galà del Doppiaggio Romics DD.
È noto per la voce ai personaggi dei cartoni animati e anime come Kirigaya Kazuto/Kirito in Sword Art Online, Gon Freecss nella prima serie animata di Hunter × Hunter, Tadase Hotori in Shugo Chara!, Peter Pan in Ritorno all'Isola che non c'è, Robin in Teen Titans e Teen Titans Go! e nella prima stagione di Young Justice, Aang in Avatar - La leggenda di Aang, Rigby in Regular Show, Lincoln Loud in A casa dei Loud, Keitaro Urashima in Love Hina e Tom in tutte le serie di Candy e Galassia studios.
Dal 2023 è la voce italiana ufficiale di Daffy Duck in sostituzione di Marco Mete, avendo già doppiato Baby Daffy in Baby Looney Tunes nel 2003. Nel 2024 nella serie Tiny Toons Looniversity, oltre a doppiare Daffy Duck doppia anche il protagonista Buster Bunny.

## Doppiaggio

### Cinema
- Clark Duke in Kick-Ass, Kick-Ass 2
- Francis Capra in Un semplice desiderio
- Diego Luna in Terra di confine - Open Range
- Adam Hicks in Lemonade Mouth
- Denzel Whitaker in Un papà da salvare
- Jamie Anderson in The Contract
- Akshay Kumar in Kambakkht Ishq
- Adam Lamberg in Lizzie McGuire - Da liceale a popstar
- De'Shawn Washington in Step Up
- Richard Banel in Edges of the Lord
- Aleksey Bardukov in Metro
- Li Zo e Suen Hanwen in True Legend
- Kim Soo-hyun in The Thieves
- Mojean Aria in La battaglia di Long Tan
- Chris Overton in Oliver Twist
- Cheng Wai-lun in A Better Tomorrow III
- Tang Yun in Together with You
- Yoo Seung-ho in Blind

### Serie televisive, soap opera e telenovelas
- Jason Dolley in Cory alla Casa Bianca, Buona fortuna Charlie
- Johnny Lewis in Sons of Anarchy
- Ncuti Gatwa in Sex Education
- Javier Calvo in Fisica o chimica
- James Maslow in Big Time Rush
- Austin Butler in Zoey 101
- Dan Benson in I maghi di Waverly
- Jack O' Connell in Skins
- Lukas Decker in Grani di pepe
- Daniel Magder in Mudpit
- Shia LaBeouf in Even Stevens
- Nat Wolff in The Naked Brothers Band
- Tristan Wilds in 90210
- Lee Ingleby in L'ispettore Gently
- Owen Joyner in 100 cose da fare prima del liceo
- Ricardo Hurtado in School of Rock
- André De Vanny in Geni per caso
- Adam Lamberg in Lizzie McGuire
- Robert Ri'chard in Cousin Skeeter
- Erik Landmann in La strada per la felicità
- Santiago Talledo in Chica vampiro
- Rodrigo Velilla in Il mondo di Patty
- Nicolás Maiques in Flor - Speciale come te
- Harold Azuara in Love Divina
- Tomás Carullo Lizzo in Kally's Mashup
- Sebastián Silva in Club 57
- Kamen Edwards in Criminal Minds

### Film TV
- Jason Dolley in Gli esploratori del tempo, Pete il galletto, Buona fortuna Charlie - Road Trip Movie
- Joey Pollari in Avalon High

### Film d'animazione
- Gohan bambino nel primo doppiaggio di Dragon Ball Z - La vendetta divina, Dragon Ball Z - Il più forte del mondo, Dragon Ball Z - La grande battaglia per il destino del mondo, Dragon Ball Z - La sfida dei guerrieri invincibili, Dragon Ball Z - Il destino dei Saiyan, Dragon Ball Z - L'invasione di Neo Namek, Dragon Ball Z - I tre Super Saiyan, Dragon Ball Z - Il Super Saiyan della leggenda e Dragon Ball Z - La minaccia del demone malvagio
- Kirito/Kazuto Kirigaya in Sword Art Online: Extra Edition, Sword Art Online - The Movie: Ordinal Scale, Sword Art Online: Progressive - Aria of a Starless Night e Sword Art Online: Progressive - Scherzo of Deep Night
- Robin in Justice League: Fuga da Gotham City, Teen Titans Go! - Il film, Teen Titans Go! Vs. Teen Titans, Batman e i Problemi di Famiglia, I Teen Titans Go! Guardano Space Jam, Teen Titans Go! & DC Super Hero Girls - Confusione nel Multiverso
- Benedict Blue in Violet Evergarden: Eternity and the Auto Memory Doll, Violet Evergarden: Il film
- Tuffy in Tom & Jerry e il mago di Oz, Tom & Jerry - Di nuovo a Oz
- Fly in Aiuto! Sono un pesce
- Duo Maxwell in Gundam Wing: Endless Waltz
- Peter Pan in Ritorno all'Isola che non c'è
- Ghirù e Potto ne I Roteò e la magia dello specchio
- Dedo ne Gli Animotosi nella terra di Nondove
- Norves ne Gli Smile and Go e il braciere bifuoco
- Mike ne La Pallastrike sull'Isola di Pasqua
- Mattacchiorso in Gli orsetti del cuore - Una giornata a Giocattolandia
- Shiro Mizunuma in La collina dei papaveri
- Dimitri bambino in Anastasia
- Sorada in The Seven Deadly Sins the Movie: Prisoners of the Sky
- Kai in Akira (ridoppiaggio 2018)
- Rigby in Regular Show - Il film
- Guibor in Pinguini alla riscossa
- Piers in Racetime - Tutti in pista
- Lincoln Loud in A casa dei Loud: Il film
- Gene Belcher in Bob's Burgers - Il film
- PJ in Estremamente Pippo
- Loki in Fairy Tail The Movie: Phoenix Priestess
- Nathaniel Adams in Eiga Yo-kai Watch: tanjō no himitsu da nyan!
- Daffy Duck in Un'avventura spaziale - Un film dei Looney Tunes
- Tom in Candy in giro per il mondo: il film, Olympic mascots all stars: il film, cartoon network all stars show: il film, vinicius e Tom: divertimenti sulla natura: il film, Candy and galassia all stars

### Serie animate
- Daffy Duck in Baby Looney Tunes, Bugs Bunny costruzioni, Looney Tunes Cartoons (st. 5-6) e Tiny Toons Looniversity
- Setsuna Kai in Devichil
- Lincoln Loud in A casa dei Loud
- Seiji Hiwatari in Kilari
- Aang in Avatar - La leggenda di Aang
- Gon Freecss in Hunter × Hunter (serie del 1999)
- Wigglytuff in Pokémon Mystery Dungeon: Esploratori del tempo ed Esploratori dell'oscurità
- Danny in Monster Buster Club
- Romy in Moby Dick e il segreto di Mu
- Tadase Hotori in Shugo Chara!
- Tuck in Wonder Pets
- Dick Grayson/Robin in Teen Titans, Young Justice (stagione 1), Teen Titans Go!, DC Super Hero Girls
- Tim Drake/Robin in Superman
- Samu in Extreme Football
- Alex in Ricreazione
- Comandante Vallejo in Fillmore!
- Keitaro Urashima in Love Hina
- Swifty the Shrew (ep.1x8) in Sonic Boom
- Sora in Naruto
- Nataku in Saiyuki
- Sogo Okita in Gintama (1ª voce)
- Gabu Samejima in Idaten Jump
- Leo in Teen Days
- Giambo in Mostri & pirati
- Gongolo in Cecco della botte - Nuove avventure
- Rigby in Regular Show
- Andy Baker/Fury (Episodio 21) in Ghostforce
- Kirito/Kazuto Kirigaya in Sword Art Online
- Samuele in Extreme Football
- Fanboy in Fanboy & Chum Chum
- Borgin in Vai Diego
- Milo in Pepper Ann
- Ryō Akiyama in Digimon Tamers
- Numero 4 in Nome in codice: Kommando Nuovi Diavoli
- Danger Duck e Rev Runner in Loonatics Unleashed
- Dino (3ª voce) in Le Superchicche
- Peter Pan in House of Mouse - Il Topoclub, Jake e i pirati dell'Isola che non c'è
- Donatello in Teenage Mutant Ninja Turtles - Tartarughe Ninja
- Claus Valca in Last Exile
- Tony in Michiko e Hatchin
- Pablo in Dora and Friends in città
- Ageha 1 in Eureka Seven
- Piccolo Pugnale ne L'ultimo dei Mohicani
- I gemelli Wego e Principe Wally in Kim Possible
- Tyrone in Gli zonzoli
- Tony Stark / Iron Man (2ª voce) in Iron Man: Armored Adventures
- Leo Walker in Egyxos
- Oodles in Loopdidoo
- Gene Belcher in Bob's Burgers
- Desna in La leggenda di Korra
- Nils Ritcher in Danball senki W
- Loki / Leo, Lector (2^voce), Jerome in Fairy Tail
- Tsurugi Tatewaki in Battle Spirits - Sword Eyes
- Kevin in Supernoobs
- Peter in Heidi
- Dottor Louis, Jack e Temperanza in Infinity Nado
- Steve Grim in Inazuma Eleven
- Lance McClain in Voltron: Legendary Defender
- Shawn La Bestia in Regal Academy
- Rook Blonko in Ben 10: Omniverse
- Spider-Ham e Cloak in Ultimate Spider-Man
- Max in Max & Maestro
- Benedict Blue in Violet Evergarden
- Eron in Gormiti
- Kyle Wilkins in American Dragon: Jake Long
- Amadeus ne Il piccolo Mozart
- Arcobaleno in Arcobaleno
- Dave in Camp Lazlo
- Mastino Man in One-Punch Man
- Gatto Junior in Final Space
- Gioioso in I Puffi (serie 2021)
- Gufy in The Owl House - Aspirante strega
- Capitano Garofano ne La collina dei conigli
- Kataru in LEGO Ninjago
- Principe Astor in Samurai Jack
- Werner Werman in La serie di Cuphead!
- Personaggi vari in Unikitty!
- Hikaru Ichijo in Fortezza Superdimensionale Macross
- Percival in Four Knights of the Apocalypse
- Tom in Candy in giro per il mondo, Olympic mascots all stars, cartoon network all stars show
- Kanye West in The Cleveland Show

### Videogiochi
- Peter Pan in Disneyland Adventures[1]